# بازی (فیلم ۲۰۱۴)
«بازی» (انگلیسی: Game (2014 film)) فیلمی در ژانر اکشن است که در سال ۲۰۱۴ منتشر شد.